# Vanne de Verdun
Pour les articles homonymes, voir Vanne (homonymie).
Vanne de Verdun, en latin Vitonus, fut le huitième évêque de Verdun, élu en 498, mort vers 525. Il a été canonisé au milieu du IXe siècle par l'un de ses successeurs, Hatton (ru). Il est le frère de saint Mesmin l'ancien.
Il fut accepté comme évêque par Clovis qui venait de prendre la ville de Verdun. Il a laissé le souvenir d'un bon évêque d'autant plus qu'il avait la faveur du roi des Francs. 
Il a laissé son nom à l'abbaye Saint-Vanne de Verdun, dans laquelle se forma en 1604 la congrégation des Bénédictins réformés de Lorraine, dite congrégation de Saint-Vanne et Saint-Hydulphe, et qui fut l'émule de celle de Saint-Maur.
Il est honoré le 9 novembre, sauf dans le diocèse de Verdun, où il est fêté le 12 octobre depuis 1976, avec son prédécesseur Saintin.